# Manuel Azaña
Manuel Azaña y Díaz (Alcalá de Henares, 1880. január 10. – Montauban, 1940. november 4.) a Második Spanyol Köztársaság elnöke 1936 és 1939 között, nemzeti irodalmi díjas író.

## Élete
Madridban jogi diplomát szerzett, majd közhivatalnok lett. Később újságíróként és íróként működött. Juan Valera spanyol író életrajzáért irodalmi díjat kapott 1926-ban, A barátok kertje 1927-es regényében éles hangon szállt szembe az egyházzal. 1930-ban megalapította Miguel Primo de Rivera diktatúrájával szemben a liberális köztársasági pártot, az Acción Republicanát. 
A baloldali pártokat és republikánusokat tömörítő szövetség XIII. Alfonz király lemondását követelte és az 1931-es helyhatósági választások után Alfonz király Franciaországba távozott, majd az Acción Republicana alakított ideiglenes kormányt, Azaña ebben a kormányban előbb hadügyminiszter lett és drasztikusan csökkentette a hadsereg létszámát, 1931 októbertől az ország miniszterelnöke. Az új alkotmány megszövegezését ő irányította, az új alapokmány fontos jogszabályokat vezetett be, korlátozta az egyház jogait, bevezette a világi oktatást, újra tagosította a termőföldeket és bevezette a teljes körű női választójogot. 
Miniszterelnökként keresztülvitte a köztársaság védelméről szóló törvényt és megszilárdította az új alkotmányt. 1933-ban a jobboldali és centrum pártok szövetsége lemondatta. 1934-ben a jobbközép kormány letartoztatta egy katalóniai felkelés kirobbantásának vádjával, a tárgyaláson azonban a bíróság felmentette.
Azaña 1935-ben megalakította a baloldali Népfront Szövetséget, amely az 1936 februári választásokon győzött és ismét kormányt alakított. A spanyol parlament (Cortes) májusban lemondatta Alcalá Zamora köztársasági elnököt és Azañat választotta meg utódjául. Megpróbálta elnökként a politikai egyensúlyt fent tartani, de a közrend felbomlása júliusban a hadsereg puccskísérletéhez és a spanyol polgárháború kirobbanásához vezetett. A mérsékelt politikai irányt képviselő Diego Martínez Barriót nevezte ki miniszterelnökké, de a polgárháborút már nem tudta megállítani. 
Miután a nacionalisták 1939-ben elfoglalták Barcelonát, Franciaországba menekült, ahol a következő évben bekövetkezett haláláig élt.